# Hedera maderensis
Hedera maderensis là một loài thực vật có hoa trong Họ Cuồng cuồng. Loài này được K.Koch ex A.Rutherf. mô tả khoa học đầu tiên năm 1993.